# Bernd Bohmeier

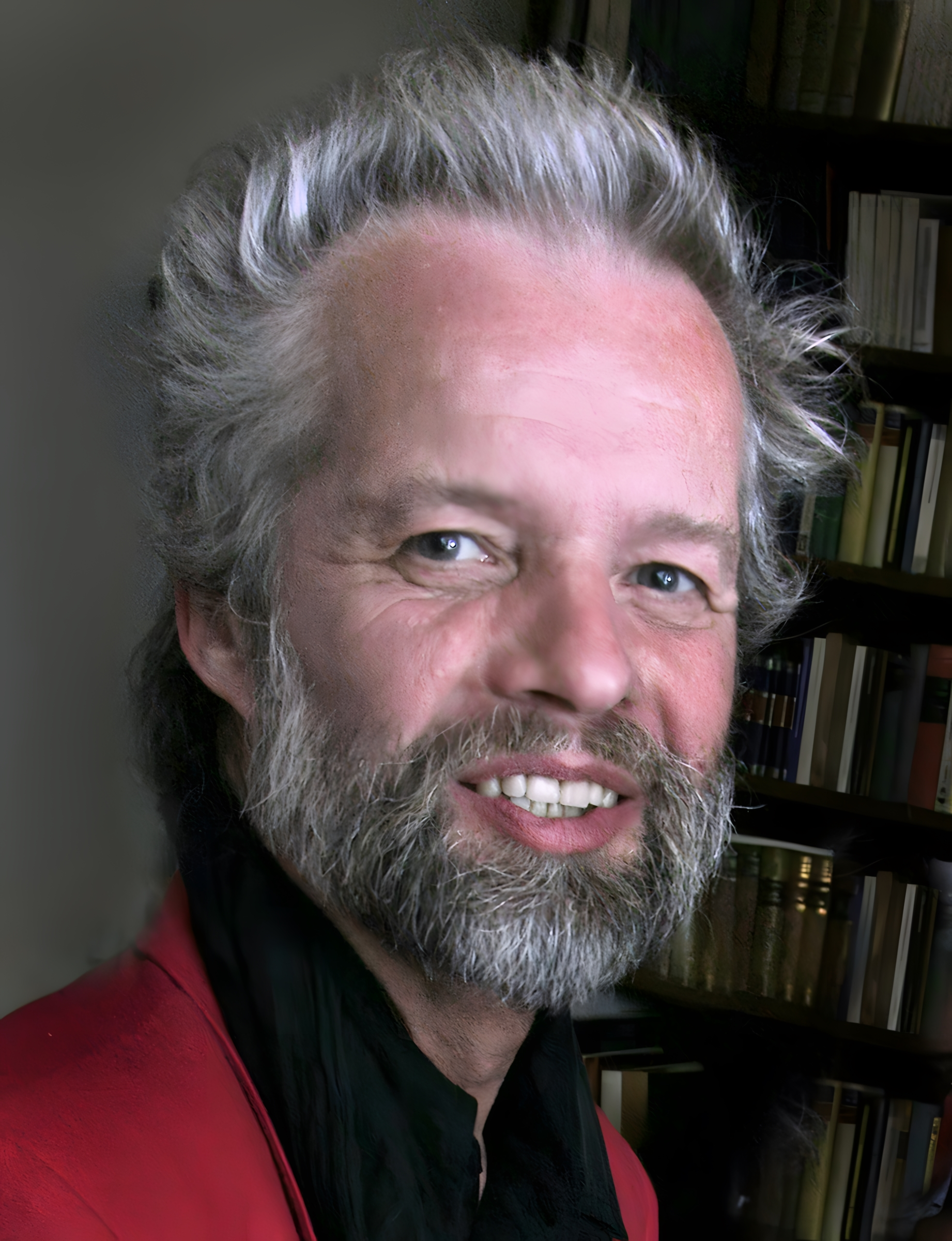
Bernd Bohmeier (2007)

Bernd Bohmeier (* 26. September 1943 in Bad Oeynhausen) ist ein deutscher Schriftsteller und Maler.

## Leben
Bernd Bohmeier besuchte Schulen in Koblenz, Mainz und Sankt Goarshausen, wo er 1964 die Reifeprüfung ablegte. Anschließend  studierte er Theaterwissenschaft und Philosophie an den Universitäten in
Mainz und Köln; er schloss dieses Studium 1969 mit dem Magistergrad ab. Seit 1966 veröffentlicht Bohmeier literarische Arbeiten, seit 1969 stellt er eigene Gemälde aus. Bohmeier unternahm ausgedehnte Reisen nach Afrika, Asien, in die USA, nach Australien und Ozeanien. Von 1968 bis 1998 wirkte er auch als freier Lektor für die Abteilung Fernsehspiel des Westdeutschen Rundfunks. Er lebt heute in Köln und seit 1973 auch in dem Ort Üdersdorf-Trittscheid (Landkreis Vulkaneifel).
Das literarische Werk Bernd Bohmeiers besteht vorwiegend aus erzählender Prosa und Lyrik.
Bernd Bohmeier ist Mitglied des Verbandes Deutscher Schriftsteller und der Literarischen Gesellschaft Köln. Er erhielt u. a. 1975 den August-Macke-Förderpreis des Kulturringes für das Kurkölnische Sauerland, 1991 ein Arbeitsstipendium des Ministeriums für Kultur, Jugend, Familie und Frauen des Landes Rheinland-Pfalz sowie 1995 ein Arbeitsstipendium des Kultusministeriums des Landes Nordrhein-Westfalen.

## Werke
- Im Schwitzkasten, Köln 1978
- Die Faust in der Tasche, Köln 1979
- Zeichensprache, Hanau 1979 (zusammen mit Ingo Cesaro)
- Spiegelungen, Hanau 1980
- Traumbilder, Hanau 1981
- Ins Gegenbild, Hanau 1983
- Nichts geschieht zufällig, alles ist Zufall, Trier 1990
- Der Rückzug, Trier 1992
- Notizen zur Unlesbarkeit der Welt, Köln 1997
- Südlich meiner Linken, Köln 2002
- Was der Fall war, Verlag der Buchhandlung Klaus Bittner, Köln 2013, ISBN 978-3-926397-17-1.